# سرعت هایپرسونیک

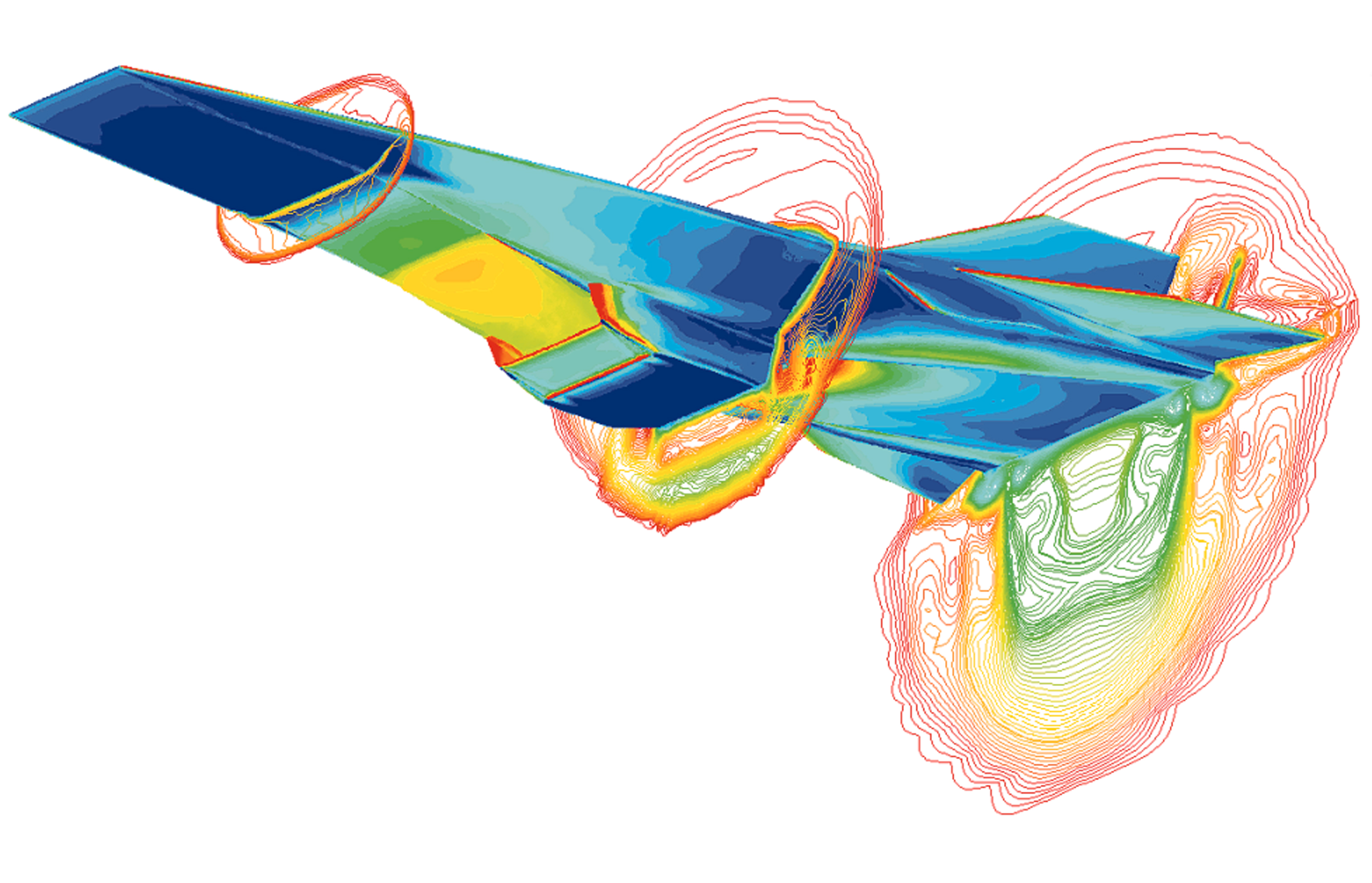
پهپاد ناسا ایکس-۴۳

مدلی از اثر دوپلر با سرعت بیش از ۵ ماخ درساعت (ابرصوت)

در مبحث آیرودینامیک، سرعت هایپرسونیک یا سرعت برین‌صوتی، (به انگلیسی: Hypersonic speed) معمولاً به سرعت بیش از ۵ برابر سرعت صوت گفته می‌شود.
عدد دقیق ماخ که می‌توان گفت یک پرنده با سرعت هایپرسونیک در حال پرواز است متفاوت است، زیرا تغییرات فیزیکی فردی (مانند تفکیک مولکولی و یونیزاسیون) در جریان هوا با سرعت‌های مختلف رخ می‌دهد. این اثرات در مجموع در حدود ماخ ۵ تا ۱۰ مهم می‌شوند. رژیم برین‌صوت همچنین می‌تواند به عنوان سرعت‌هایی تعریف شود که ظرفیت گرمایی ویژه با دمای جریان تغییر می‌کند زیرا انرژی جنبشی جسم متحرک به گرما تبدیل می‌شود.

## دسته‌بندی سرعت
یک ماخ برابر است با ۱۲۳۴ کیلومتر در ساعت که سرعت صوت (sonic) نامیده می‌شود. به سرعت کمتر از یک ماخ، زیرصوت گفته می‌شود که نباید آن را با فرکانس فروصوت اشتباه گرفت. سرعت بین ۰٫۸ تا ۱٫۳ ماخ را سرعت شبه‌صوت می‌نامند. سرعت صوت که یک ماخ است در میان این بازه جای دارد. طبقه‌بندی سوم در سنجش سرعت هواگردها، زِبَرصوت است که نباید آن را با فرکانس فراصوت اشتباه گرفت. در سرعت زِبَرصوت با وجود اینکه جریان هوای عبوری از کنار بدنه هواپیما یا موشک بسیار زیاد است و ممکن است موجب دِفرمه شدن و تغییر شکل آن بشود، ولی مولکولهای گازهای موجود در هوا در اثر برخورد با مولکول‌های بدنه، یونیزه نمی‌شوند و واکنش شیمیایی نشان نمی‌دهند. از این رو موجب فرسایش بدنه نخواهند شد. در طبقه‌بندی چهارم اَبَرصوت قرار دارد که به سرعت‌های بین بازه ۵ تا ۱۰ ماخ گفته می‌شود. سازمان ناسا برای طبقه‌بندی پنجم سرعت، واژهٔ بیش اَبَرصوت را برای آن دسته از هواگردهایی در نظر گرفته که سرعتشان بین ۱۰ تا ۲۵ ماخ است. رسیدن به این سرعت در فضای پایینی جو زمین امکان‌پذیر است؛ ولی به سرعتهای آغازین این بازه محدود می‌شود؛ و در آخر سرعت گرانشی است که به ۲۵ ماخ یا بیشتر اطلاق می‌شود و مخصوص فضاپیماهایی همانند شاتل است که از فضا به زمین بازمی‌گردند و گرانش زمین در افزایش سرعت آن‌ها مؤثر است. از این رو به آن سرعت بازگشت نیز گفته می‌شود. سرعت یک آذرگوی در این دسته جای می‌گیرد. این سرعت در محیط پایینتر از جو زمین امکانپذیر نمی‌باشد و برای دستیابی به آن می‌بایست یکبار از جو زمین خارج شد و پس از شتابگیری در فضا، دوباره به زمین بازگشت. سرعت یک جسم پرنده در هوا یا فضا را می‌توان در ۶ دسته طبقه‌بندی کرد که در محیط پایینتر از اتمسفر زمین، تا حداکثر ۵ حالت اول امکانپذیر هستند. تا سال ۲۰۱۹ میلادی، تنها کشورهای روسیه، آمریکا و چین توانایی ساخت هواپیما یا موشکی را دارند که بتواند از مرحله ۳ عبور نماید و به طبقه‌بندی اَبَرصوت برسد.
| طبقه‌بندی                                     | سرعت         | سرعت          | سرعت             | سرعت                 | سرعت             | ویژگی‌ها و هواگردها |
| طبقه‌بندی                                     | ماخ          | نات           | مایل بر ساعت mph | کیلومتر بر ساعت km/h | متر بر ثانیه m/s | ویژگی‌ها و هواگردها |
| -------------------------------------------- | ------------ | ------------- | ---------------- | -------------------- | ---------------- | --- |
| زیرصوت (Subsonic)                            | <۰٫۸         | <۵۳۰          | <۶۰۹             | <۹۸۰                 | <۲۷۳             | بیشتر هواگردهای ملخ‌دار ازجمله بالگردها و هواپیماهای تجاری در طبقه‌بندی زیرصوت جای دارند. هواپیماهای این دسته، ظاهری معمولی دارند و بال‌هایشان به شکل متعارف است. لبهٔ حمله بالهایشان گِرد می‌باشد و زاویه بال‌ها تقریباً عمود با بدنه است. در هنگام پرواز این هواپیماها، جریان هوای برخوردکننده با تمام اجزای هواپیما ازجمله بال، دم، بدنه و دماغه، همگی سرعتی پایین‌تر از یک ماخ است. هواگردهای سوخو-۲۵، بل بوئینگ وی-۲۲ آسپری، مسرشمیت ب‌اف ۱۰۹، بوئینگ ۷۴۷ و ایرباس ای۳۲۰ در طبقه‌بندی زیرصوت جای می‌گیرند. |
| تراصوت (بین ۰٫۸ تا ۱٫۳ ماخ) (Transonic)      | ۰٫۸ تا ۱٫۳   | ۵۳۰ تا ۷۹۴    | ۶۰۹ تا ۹۱۴       | ۹۸۰ تا ۱۴۷۰          | ۲۷۳ تا ۴۰۹       | هواپیماهایی که دارای سرعت نزدیک به صوت هستند در طبقه‌بندی شبه‌صوت جای دارند که معمولاً بال‌های آن‌ها کمی متمایل به عقب است. اینکار باعث تأخیر در واگرایی درگ شده و این ویژگی از قانون مساحت اجسام پیروی می‌کند. جریان هوای عبوری از کنار بخش‌های مختلف این هواپیماها معمولاً متفاوت است؛ مثلاً جریان هوای عبوری از پهلوی دماغه ۱٫۱ ماخ و جریان هوای عبوری از کنار بال‌ها ۱ ماخ و جریان عبور از کنار دم هواپیما ۰٫۹ ماخ باشد. این هواپیماها به صورت ناقص به سرعت صوت می‌رسند؛ بنابراین توانایی ندارند به‌طور کامل از دیوار صوتی عبور کنند. هواپیمای اف-۱۰۲ در این طبقه‌بندی جای می‌گیرد. سرعت ۱ ماخ در بازهٔ شبه‌صوت جای دارد. |
| ابَرصوت (Supersonic)                          | ۱٫۳ تا ۵٫۰   | ۷۹۴ تا ۳۳۰۸   | ۹۱۵ تا ۳۸۰۶      | ۱۴۷۰ تا ۶۱۲۶         | ۴۱۰ تا ۱۷۰۲      | سرعت زِبَرصوت به سرعتی گفته می‌شود که جریان هوای عبوری از کنار تمام اجزای هواپیما بیشتر از ۱ ماخ باشد؛ درصورتی که لبه حمله بال هواپیما با سرعت یک ماخ با هوا برخورد کند، مطمئناً در بخش لبه فرار سرعت آن کاسته خواهد شد؛ بنابراین هواپیما باید سرعتی بیشتر از یک ماخ داشته باشد تا در آخرین جزء که دم هواپیماست، جریان هوا بیش از یک ماخ باقی بماند تا به سرعت زبرصوت دست پیدا کند. به‌طور کلی پذیرفته شده که برخورد دماغه هواپیما با سرعت بیش از ۱٫۳ ماخ، منجر به رسیدن به سرعت زِبَرصوت می‌گردد. هواپیماهایی که به سرعت زِبَرصوت می‌رسند دارای آیرودینامیک ویژه‌ای هستند و مواد به کار رفته در بدنهٔ آن‌ها کیفیت بالاتری دارند. کاناردهای دم و دماغه (باله) و لبه‌های تیز در بخش‌های مختلف بدنه این هواپیماها مشاهده می‌شوند. هواپیماهایی همانند اف-۱۴ تامکت کنکورد، لاکهید اس آر-۷۱، سوخو-۵۷، داسو رافال، یوروفایتر تایفون، لاکهید مارتین اف-۲۲ رپتور و سوخو-۳۵ در دسته زِبَرصوت جای می‌گیرند.                                                                                          |
| برین‌صوت (Hypersonic)                         | ۵٫۰ تا ۱۰٫۰  | ۳۳۰۸ تا ۶۶۱۵  | ۳۸۰۶ تا ۷۶۸۰     | ۶۱۲۶ تا ۱۲۲۵۱        | ۱۷۰۲ تا ۳۴۰۳     | هواپیمای نورث امریکن ایکس-۱۵ با سرعت ۶٫۷۲ ماخ، یکی از سریعترین هواپیماهای سرنشین‌دار می‌باشد که در طبقه‌بندی اَبَرصوت جای دارد. به دلیل افزایش دمای بدنه در چنین سرعتی، نوعی آلیاژ نیکلی-تیتانیومی خنک‌شونده در این هواپیما بکار برده‌اند. اینگونه هواگردها همانند بوئینگ ایکس-۵۱ با بال‌های بسیار کوچک طراحی می‌شوند؛ پهپاد ناسا ایکس-۴۳ با سرعت بیش از ۹٫۶ ماخ، یکی از سریعترین هواپیماهای بدون سرنشین جهان است. همچنین موشک‌های روسی آوانگارد که سرعت سیر آن بیش از ۹ ماخ است و موشک بالستیک هواپایه کینژال (Kh-47M2 Kinzhal) با سرعت سیر ۱۰ ماخ نیز در طبقه‌بندی اَبَرصوت جای می‌گیرند. البته کلاهک هردوی این موشک‌ها در فاز شیرجه سرعتی بالای ۲۰ ماخ دارند که پس از خروج از جو و ورود دوباره به جو، به این سرعت دست پیدا می‌کنند. |
| فرابرین‌صوت (High-hypersonic)                 | ۱۰٫۰ تا ۲۵٫۰ | ۶۶۱۵ تا ۱۶۵۳۷ | ۷۶۸۰ تا ۱۹۰۳۱    | ۱۲۲۵۱ تا ۳۰۶۲۶       | ۳۴۰۳ تا ۸۵۰۸     | در سرعت بیش‌اَبَرصوت، سیستم‌های کنترل دما، برای فضاپیما یا موشک، عضوی حیاتی به حساب می‌آیند. طراحی بدنه آن‌ها باید به شدت آیرودینامیک بوده و آلیاژ به‌کار رفته در بدنه، باید برای مقاومت در دمای بسیار بالا مناسب باشد. همچنین کاشی‌های سیلیکاتی همانند کاشی‌های موجود در شاتل‌های فضایی، به عنوان روکش ضدحرارت برای بدنه در نظر گرفته می‌شوند. چنین سرعتی، موجب واکنش شیمیایی اکسیژن جریان هوای عبوری با بدنه هواگرد شده و موجب سایش آلیاژ آن می‌شود. بر حسب نیاز، دماغه این هواگردها به گونه‌ای طراحی می‌شوند که سطح مقطع بالایی در برخورد با جریان هوای عبوری داشته باشند؛ زیرا درصورتی که این هواگردها نوک‌تیز طراحی شوند، دمای نوک دماغه بسیار بالا می‌رود و موجب ذوب شدن دماغه و متلاشی شدن هواگرد می‌شود؛ زیرا کاهش شعاع انحنا با افزایش دما رابطه مستقیم دارد؛ بنابراین باید همانند اجسام ورودی به جو زمین، سطح مقطع نوک جسم پرنده، پهن باشد تا حرارت در یک نقطهٔ کوچک بیش از حد افزایش نیابد. موشک روسی سارمات (RS-28 Sarmat) با سرعت سیر ۲۰٫۷ ماخ، در این دسته‌بندی جای می‌گیرد. |
| سرعت گرانشی یا سرعت بازگشت (Re-entry speeds) | >۲۵٫۰        | >۱۶۵۳۷        | >۱۹۰۳۱           | >۳۰۶۲۶               | >۸۵۰۸            | سرعت گرانشی به سرعتی گفته می‌شود که یک شهاب یا آذرگوی بر اثر گرانش یک سیاره یا ستاره، به سمت آن خیز برمی‌دارد. ممکن است در برخی بازگشتهای فضاپیماها به جو زمین، چنین سرعتی مشاهده شود. از این رو به آن سرعت بازگشت نیز گفته می‌شود. |

## صفحات مرتبط
- عدد ماخ
- آوانگارد (موشک)